# Lygodactylus insularis
Lygodactylus insularis är en ödleart som beskrevs av  Oskar Boettger 1913. Lygodactylus insularis ingår i släktet Lygodactylus och familjen geckoödlor. Inga underarter finns listade i Catalogue of Life.